# Lo siento Laura
Lo siento Laura es una comedia dramática chilena de 2016 escrita y dirigida por Jorrit Smink. La película fue en un comienzo un proyecto para YouTube, el cual trataba sobre la primera película interactiva donde el espectador podría elegir que camino debían seguir los protagonistas, con más de 450 escenas filmadas y 23 posibles finales.
La película se estrenó en 2016 en un bar de Barrio Bellavista, fue una función solo para los actores y luego fue difundida en diversos festivales, por problemas con derechos de la música el proyecto se retrasó para ser retomado y estrenado en 2019.

## Argumento
Laura es una argentina que vive en Santiago de Chile. Un día descubre que su novio le engaña y luego de romper con él decide salir a recorrer la ciudad, en compañía de su inseparable amiga venezolana Lili, en busca del verdadero amor. En el camino Laura descubre una ciudad bastante diferente a la cual conoció, llena de inmigrantes y nuevas culturas.

## Elenco y personajes
- Camila Outon como Laura (argentina)
- Andrea Velasco como Laura (chilena).
- Andreína Chataing como Lili.
- Catalina Vera como Lili (chilena).
- Ingrid Parra como agente de la P.D.I.
- Nicolás Platovsky como Dennis.
- Carla Barreto como Natalia.
- Gustavo Becerra como hombre del sonido.
- Damián Bodenhöfer como agente de la P.D.I./carabinero

## Premios y nominaciones
| Año  | Festival                          | Categoría                   | Resultado | Ref.        |
| ---- | --------------------------------- | --------------------------- | --------- | ----------- |
| 2016 | Festival de Cine Latino Americano | Mención especial del jurado | Ganador   | [ 5 ] [ 6 ] |
| 2016 | 12 Months Film Festival           | Mejor Película de ficción   | Ganador   | [ 7 ]       |